# Qatzrin
Qatzrin (en arabe : قصرين ; en hébreu : קצרין ; en anglais : Katzrin) est le nom d'un village syrien sur le plateau du Golan, puis d'une colonie israélienne édifiée sur le même emplacement, dans les Territoires occupés. Cette colonie, considérée comme illégale selon le droit international,, est, avec 7 000 habitants, la deuxième ville sur le Golan par sa population, la première étant la ville druze de Majdal Shams. Elle est le siège du conseil régional du Golan et à ce titre la capitale de ce sous-district.
La ville est située à 13 kilomètres du lac de Tibériade sur les premières pentes du Golan, à 320 mètres d'altitude.   

## Histoire

### Empire byzantin et début de la période musulmane
À l'époque byzantine, au IVe siècle, et dans les premiers temps de la période islamique existait aux abords de la ville actuelle un village couvrant deux hectares où ont été découvertes les ruines d'une synagogue monumentale bâtie du IIIe siècle au Ve siècle et rebâtie au VIe siècle et des inscriptions en  hébreu et en araméen. À l'époque de cette synagogue, le village semble avoir vécu de sa propre production de viande (bovins, moutons, chèvres et volaille), de céréales, de vin et de la vente d'huile. La synagogue a continué à fonctionner après la conquête musulmane et semble avoir été détruite avec le village lors du tremblement de terre de 749 (en). 

### Périodes mamelouk et ottomane
Le village a été habité aux XIIIe et XIVe siècles pendant la période mamelouk quand une mosquée est construite sur les ruines de la synagogue. Le bétail est alors bien plus nombreux qu'à la période byzantine, permettant peut-être le commerce. Le site est à nouveau occupé sous la période ottomane par des Bédouins à partir du XIXe siècle,.

### Mandat français et République de Syrie
Le village est habité de manière continue au XXe siècle avant 1967,, sous le mandat français puis dans la Syrie indépendante. La ferme syrienne de Fakhoura se trouvait aux abords du village, au nord-est, et comptait environ 250 habitants avant son dépeuplement en 1967.
Le nom Qasrin est celui du village syrien,. On ignore le nom du village byzantin.

### Conquête israélienne et colonisation de peuplement

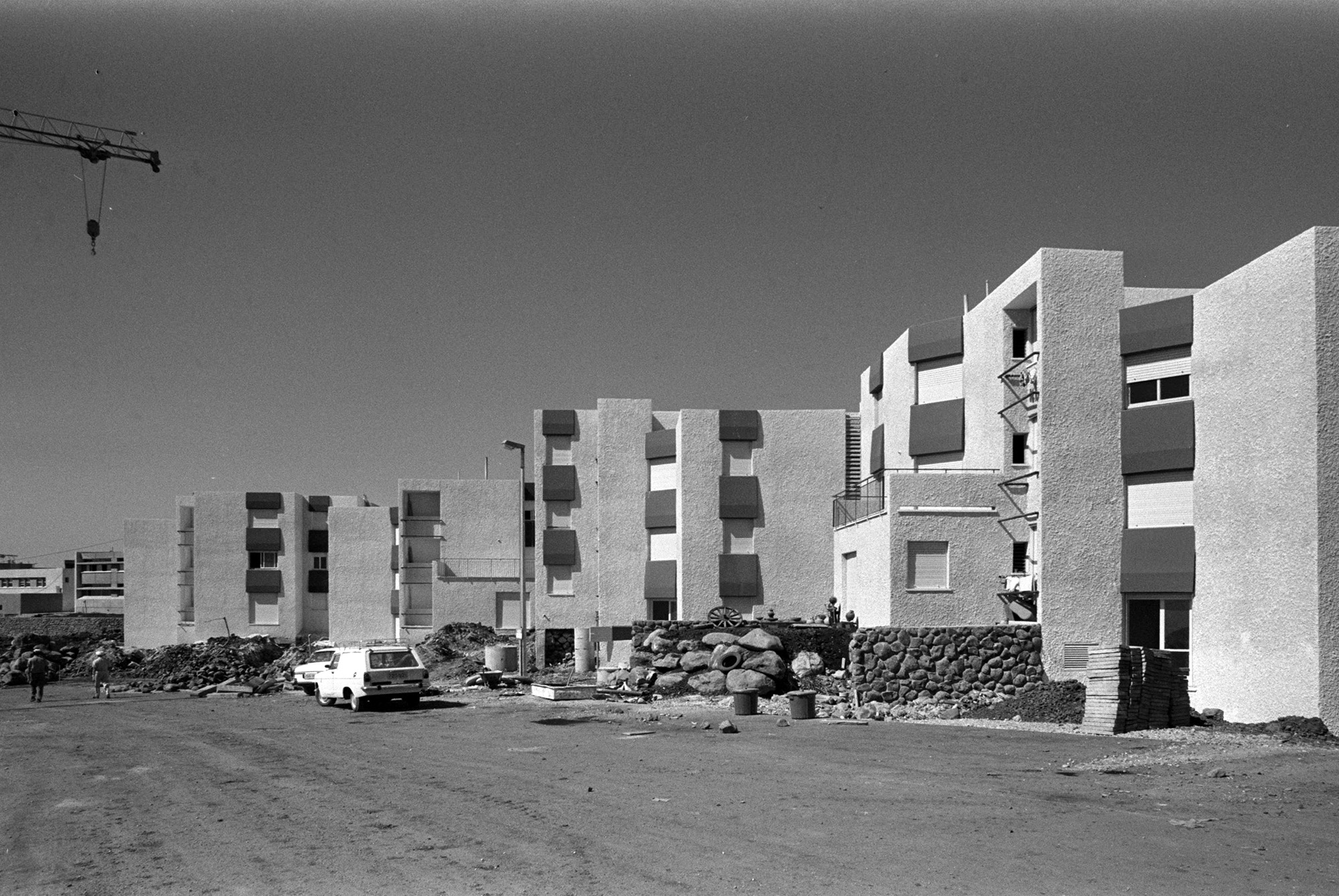
Construction de la colonie israélienne de Katzrin, dans le Golan occupé, en 1977.

Le Golan a été conquis par Israël en 1967 lors de la guerre des Six jours ; la colonie de Katzrin a été établie par les Israéliens en 1977 après leur prise de contrôle du Golan.
Le site archéologique de Qatzrin a été fouillé, financé, développé, dans un but politique, et inscrit dans un récit nationaliste, selon l'archéologue Anne E. Killebrew. Dès l'annexion du Golan en 1981, le gouvernement israélien encourage activement un tourisme des Israéliens dans la région, « pour renforcer les liens économiques et idéologiques d'Israël avec le Golan ». Le village juif et la synagogue de Katzrin (en) de l'époque byzantine et du début de l'époque islamique ont alors été reconstruits et sont devenus visitables. En revanche précise l'archéologue américaine A. Killebrew, le site-musée « ignore intentionnellement » les périodes islamiques ultérieures - mamelouke et syrienne moderne - qui, elles, ne sont pas présentées au public et ont été « effacées du paysage contemporain ».  
Israël pratique à Katzrin comme ailleurs dans le Golan une politique du fait accompli dans le but de rendre impossible la restitution du territoire à la Syrie.
En 2013, l'Union européenne décide d'interdire les produits israéliens provenant des colonies, comme le vin de Katzrin, s'ils portent l'étiquette trompeuse « Made in Israel ». Elle impose un étiquetage indiquant que le produit provient de Territoires occupés par Israël en vertu des « dispositions bilatérales applicables aux produits issus de la colonisation ».
Les colons à Katzrin sont actuellement des immigrés récents, dont plus de 2000 sont venus de Russie.
En 2022, le Premier ministre Naftali Bennett annonce une décision « controversée », le doublement du nombre de colons dans le Golan, avec pour Katzrin seul, 3 300 unités résidentielles supplémentaires.